# Lesotho i olympiska sommarspelen 1988
Lesotho deltog med en trupp i de olympiska sommarspelen 1988, men ingen av landets deltagare erövrade någon medalj.

## Friidrott
Herrarnas maraton
- Nqheku Nteso – 2:29,44 (→ 61:a plats)
- Mohala Mohloli – 2:44,44 (→ 82:a plats)